# Joe McNamee
John Joseph "Joe" McNamee (San Francisco, California, 24 de septiembre de 1926-Greenbrae, California, 16 de julio de 2011) fue un jugador de baloncesto estadounidense que disputó dos temporadas en la NBA. Con 1,98 metros de estatura, jugaba en la posición de ala-pívot.

## Trayectoria deportiva

### Universidad
Jugó durante dos temporadas con los Dons de la Universidad de San Francisco, en las que promedió 10,7 puntos por partido.

### Profesional
Fue elegido en la décima posición del Draft de la NBA de 1950 por Rochester Royals, donde en su primera temporada como profesional apenas contó para su entrenador, promediando 2,1 puntos y 1,7 rebotes por partido, pero que a la postre le sirvieron para ganar su único anillo de campeón de la NBA. Al año siguiente fue traspasado a mitad de temporada a Baltimore Bullets, pero allí tampoco encontró protagonismo en el equipo, retirándose al finalizar la temporada.

## Estadísticas de su carrera en la NBA
|  | Denota temporadas en las que ganó un campeonato de la NBA |

### Temporada regular
| Año     | Equipo    | PJ  | MPP  | TC%  | TL%  | RPP | APP | PPP |
| ------- | --------- | --- | ---- | ---- | ---- | --- | --- | --- |
| 1950–51 | Rochester | 60  |      | .287 | .643 | 1.7 | .3  | 2.1 |
| 1951–52 | Rochester | 24  | 4.9  | .194 | .333 | 1.0 | .1  | .6  |
| 1951-52 | Baltimore | 34  | 17.0 | .325 | .636 | 3.3 | 1.1 | 4.5 |
| Total   | Total     | 118 | 12.0 | .298 | .620 | 2.0 | .5  | 2.4 |

### Playoffs
| Año   | Equipo    | PJ | MPP  | TC%  | TL% | RPP | APP | PPP |
| ----- | --------- | -- | ---- | ---- | --- | --- | --- | --- |
| 1951  | Rochester | 13 | .293 | .750 | 2.7 | .7  | 2.5 |     |
| Total | Total     | 13 | .293 | .750 | 2.7 | .7  | 2.5 |     |

## Fallecimiento
McNamee falleció el 16 de julio de 2011, a los 84 años de edad, en su residencia de Greenbrae, California, por causas naturales.